# Kai S. Pieck
Kai S. Pieck (* 1962 in Hannover) ist ein deutscher Filmregisseur und Drehbuchautor.

## Leben
Pieck beschäftigte sich seit seiner Kindheit intensiv mit dem Puppentheater. 1979 veröffentlichte er im Otto Maier Verlag Ravensburg das Sachbuch „Marionetten selbst basteln und spielen“ (3. Auflage 1981). Bis 1982 entstanden Auftragsarbeiten und Ausstellungen eigener Klappmaul-Puppen. Von 1979 bis 1982 drehte er mehrere Super-8-Filme und gründete 1982 in Hannover mit drei anderen Filmemachern das erste Super-8-Kino der Bundesrepublik „Underground Film Art“.
Ab 1983 arbeitete Pieck in München für Werbung, Film und Fernsehen, von 1985 bis 1994 vorwiegend als Regieassistent und Casting Director. Beim Filmfest München war er von 1984 bis 1991 als Disponent der Festival-Filme tätig. Sein mehrfach prämiertes Langfilmdebüt, der biografische Spielfilm Ein Leben lang kurze Hosen tragen (internationaler Verleihtitel: "The Child I Never Was") über den Serienmörder Jürgen Bartsch, basiert auf dem Buch Jürgen Bartsch: Opfer und Täter des Deutschamerikaners Paul Moor. Sebastian Urzendowsky verkörperte im Film Jürgen Bartsch als Jugendlichen, Tobias Schenke als jungen Erwachsenen. Ned Martel urteilt in der New York Times: „Letztendlich gelingt es Herrn Pieck und seinem unerschrockenen Hauptdarsteller, einen überzeugenden Einblick in die gestörte Denkweise eines einsamen Jungen und ihre schrecklichen Folgen zu geben.“ Ralf Schenk hält es im Filmdienst für bemerkenswert, „dass Pieck vollkommen auf einen Autorenkommentar verzichtete, sondern ausschließlich Monologe der Hauptfigur übers Geschehen legt. Ein gestalterisches Prinzip, das den Zuschauer verunsichert und ihm zugleich jene Freiräume lässt, die diesem Stoff und Bartschs Schicksal angemessen sind.“
In seinem zweiten Spielfilm Ricky – Normal war gestern (2013) kämpft ein Junge in einem thüringischen Dorf in Thüringen gegen die vielen Sorgen um ihn herum, die aus dem wirtschaftlichen Niedergang der Region, aber auch den Verhärtungen und Enttäuschungen in seiner Familie erwachsen. Der Filmdienst beschreibt das Werk als einen "von sommerlichem Sonnenlicht durchfluteten Kinderfilm", der "keine Heile-Welt-Idylle zeichnet, vielmehr aus einer lebensnahen Situation heraus glaubwürdig an Selbstvertrauen, Solidarität und Familiensinn appelliert." Kai S. Pieck sei ein "eigenwilliger, erfrischend unsentimentaler Kinderfilm" gelungen, urteilt Cinema. Horst Peter Koll vom Filmdienst sieht zwar pädagogische wie auch handlungslogische "Löcher", möchte dies aber dezidiert nicht als Schwäche des Films auslegen. "Eher verdient er viel Respekt dafür, dass er sein geringes Budget zu einer visuell eigenständigen Verdichtung nutzt und (mitunter mit Western-Flair) spielerisch, nie aber auf Kosten der Realität die dörfliche Lebenswelt einfängt."
Pieck ist Initiator der Queer Media Society. 2021 wurde er dafür – gemeinsam mit der ActOut-Kampagne von Karin Hanczewski und Godehard Giese – vom Bundesverband Schauspiel mit dem „Ehrenpreis Inspiration“ ausgezeichnet.

## Filmografie
- 1985: Der Formel Eins Film (nur Schauspieler)
- 1987: Isola (Kurzfilm)
- 2002: Ein Leben lang kurze Hosen tragen
- 2003: SOKO Köln: Die Mädchenfalle
- 2004: SOKO Köln: Familienbande
- 2004: SOKO Köln: Oliver W. – Tod eines Schülers
- 2005: SOKO Köln: Liebesgrüße aus Bombay
- 2005: SOKO Köln: Wort und Totschlag
- 2013: Ricky – normal war gestern
- 2016: Svea (Kurzfilm)